# Synteza addytywna (dźwięku)
Synteza addytywna – rodzaj syntezy dźwięku. W syntezie addytywnej dźwięk jest tworzony z wielu harmonicznych o różnych częstotliwościach i amplitudach.
Synteza addytywna może być opisana jako przeciwieństwo syntezy subtraktywnej. Podczas gdy subtraktywna tworzy dźwięk poprzez przycinanie i modulację sygnału, addytywna robi to poprzez nakładanie na siebie setek lub nawet tysięcy fal, o różnych częstotliwościach (harmonicznych) każda z własną obwiednią wzmocnienia (głośnością).
Synteza addytywna jest bardziej praktyczna w użyciu w formie programowej niż sprzętowej – złożoność matematyczna jest nieprawdopodobna i wymaga użycia mocy obliczeniowej osiągalnej jedynie za pomocą komputera. Istnieją jednak (nieliczne) sprzętowe syntezatory wykorzystujące syntezę addytywną (między innymi syntezatory firmy Kawai).